# Lijst van rivieren in Wyoming
Dit is een lijst van rivieren in Wyoming.

## Ten oosten van de continentale scheiding

### Stroomgebied van deMissouri
- Gallatin
- Madison
  - Firehole
- Yellowstone
  - Lamar River
    - Slough Creek

  - Clarks Fork of the Yellowstone River
  - Wind River/Bighorn River
    - Little Bighorn

  - Tongue River
  - Powder River
- Little Missouri River
- Cheyenne
  - Belle Fourche River
- Niobrara River
- North Platte
  - Sweetwater
  - Medicine Bow River
  - Laramie River
    - Chugwater Creek
    - North Laramie River

#### Stroomgebied van deSouth Platte
- Crow Creek
- Lodgepole Creek

## Ten westen van de continentale scheiding

### Stroomgebied van deColorado
- Green River
  - Big Sandy River
  - Little Snake River

### Stroomgebied van deColumbia
- Snake
  - Lewis River

Alabama · Alaska · Arizona · Arkansas ·  Californië · Colorado · Connecticut · Delaware · Florida · Georgia · Hawaï · Idaho ·  Illinois · Indiana · Iowa · Kansas · Kentucky · Louisiana · Maine · Maryland · Massachusetts · Michigan · Minnesota · Mississippi · Missouri · Montana · Nebraska · Nevada · New Hampshire · New Jersey · New Mexico · New York ·  North Carolina · North Dakota · Ohio · Oklahoma · Oregon · Pennsylvania · Rhode Island · South Carolina · South Dakota · Tennessee · Texas · Utah · Vermont · Virginia · Washington (staat) · Washington D.C. · West Virginia · Wisconsin · Wyoming